# Bisbat de La Paz a la Baixa Califòrnia del Sud
El bisbat de La Paz a la Baixa Califòrnia del Sud (castellà: Diócesis de La Paz en la Baja California del Sur, llatí: Dioecesis Paciensis in California Inferiori Meridionali) és una seu de l'Església Catòlica a Mèxic, sufragània de l'arquebisbat de Tijuana, i que pertany a la  regió eclesiàstica Noroeste. L'any 2013 tenia 528.000 batejats sobre una població de 598.000 habitants. Actualment està regida pel bisbe Miguel Ángel Alba Díaz.

## Territori
La diòcesi comprèn l'estat mexicà de la Baixa Califòrnia Sud.
La seu episcopal és la ciutat de La Paz, on es troba la catedral de la Mare de Déu de la Pau.
El territori s'estén sobre 73.677  km², i està dividit en 39 parròquies.

## Història
La prefectura apostòlica de la Baixa Califòrnia del Sud va ser erigida el 13 d'abril de 1957, mitjançant la butlla Qui arcana del Papa Pius XII, prenent el territori del vicariat apostòlic de la Baixa Califòrnia (avui arquebisbat de Tijuana).
L'1 de març de 1976, mitjançant la butlla Cum compertum del Papa Pau VI la prefectura apostòlica va ser elevada a vicariat apostòlic.
El 21 de març de 1988, per efecte de la butlla Quandoquidem consilium del Papa Joan Pau II, el vicariat apostòlic va ser elevat finalment a diòcesi i assumí el nom actual. Originalment era sufragània de l'arquebisbat d'Hermosillo.
El 25 de novembre de 2006 passà a formar part de la província eclesiàstica de l'arquebisbat de Tijuana.

## Cronologia episcopal
- Juan Giordani, F.S.C.J. † (15 d'abril de 1958 - 1976)
- Gilberto Valbuena Sánchez (1 de març de 1976 - 8 de juliol de 1989 nomenat bisbe de Colima)
- Braulio Rafael León Villegas (21 de febrer de 1990 - 11 de desembre de 1999 nomenat bisbe de Ciudad Guzmán)
- Miguel Ángel Alba Díaz, des del 16 de juny de 2001

## Estadístiques
A finals del 2013, la diòcesi tenia 528.000 batejats sobre una població de 598.000 persones, equivalent al 88,3% del total.
| any  | població | població | població | sacerdots | sacerdots       | sacerdots       | sacerdots             | diaques | religiosos | religiosos | parròquies |
| ---- | -------- | -------- | -------- | --------- | --------------- | --------------- | --------------------- | ------- | ---------- | ---------- | ---------- |
| any  | batejats | total    | %        | total     | clergat secular | clergat regular | batejats por sacerdot | diaques | homes      | dones      |            |
| 1966 | 88.500   | 89.000   | 99,4     | 27        | 3               | 24              | 3.277                 |         | 31         | 76         | 13         |
| 1970 | 144.150  | 145.000  | 99,4     | 27        |                 | 27              | 5.338                 |         | 35         | 108        |            |
| 1976 | 151.900  | 155.000  | 98,0     | 31        | 2               | 29              | 4.900                 |         | 36         | 115        | 16         |
| 1980 | 258.800  | 266.000  | 97,3     | 37        | 12              | 25              | 6.994                 |         | 32         | 158        | 22         |
| 1990 | 253.000  | 262.000  | 96,6     | 42        | 18              | 24              | 6.023                 |         | 27         | 177        | 21         |
| 1999 | 375.000  | 395.000  | 94,9     | 58        | 30              | 28              | 6.465                 |         | 31         | 189        | 22         |
| 2000 | 375.500  | 395.500  | 94,9     | 60        | 32              | 28              | 6.258                 |         | 31         | 189        | 25         |
| 2001 | 378.000  | 398.500  | 94,9     | 61        | 33              | 28              | 6.196                 |         | 31         | 189        | 25         |
| 2002 | 381.637  | 424.041  | 90,0     | 60        | 36              | 24              | 6.360                 |         | 24         | 186        | 27         |
| 2003 | 472.500  | 525.000  | 90,0     | 64        | 40              | 24              | 7.382                 |         | 24         | 193        | 40         |
| 2004 | 512.200  | 535.000  | 95,7     | 59        | 40              | 19              | 8.681                 |         | 19         | 148        | 42         |
| 2013 | 528.000  | 598.000  | 88,3     | 78        | 59              | 19              | 6.769                 | 1       | 20         | 151        | 39         |